# Alfred G. Gilman
Alfred Goodman Gilman (New Haven, Connecticut; 1 de julio de 1941-Dallas, Texas; 23 de diciembre de 2015) fue un científico estadounidense ganador del Premio Nobel de Medicina en 1994.
Las proteínas G son un intermediario vital entre la activación de receptores en la membrana plasmática y las acciones en la célula. Martin Rodbell había demostrado, en los años sesenta, que el  guanosín trifosfato (GTP )estaba involucrado en la señalización de células. Fue Gilman quien realmente descubrió las proteínas que interactuaban con el GTP para iniciar las cascadas de señalización en el interior de la célula. 
Su padre, Alfred Gilman, era profesor en la Universidad de Yale, fue uno de los autores del libro de texto clásico de farmacología Goodman & Gilman: Las bases farmacológicas de la terapéutica y eligió, como segundo nombre de su hijo, el del coautor de ese libro, el doctor Louis S. Goodman. Recibió, junto con el doctor Rodbell, el Premio Nobel de Fisiología o Medicina en 1994, por sus trabajos sobre la proteína G y el papel de ésta en la comunicación celular.
Gilman se graduó en la Universidad de Yale en 1962. Entró luego a un programa combinado de doctorado en medicina y física en la Universidad Case Western Reserve en Cleveland (Ohio), donde estudió con el premio Nobel Earl Sutherland. Gilman se graduó en la Case Western en 1969, luego realizó sus estudios postdoctorales en los Institutos Nacionales de Salud con el premio Nobel Marshall Nirenberg desde 1969 hasta 1971. En 1971, Gilman se convirtió en profesor en la Universidad de Virginia en Charlottesville (Virginia). En 1981 lo nombraron jefe del Departamento de Farmacología de la Universidad de Texas, en Dallas (Texas). Fue elegido miembro de la Academia Nacional de Ciencias de Estados Unidos en 1986. Además del Premio Nobel, ganó el Albert Lasker Award for Basic Medical Research en 1989. En 2005 fue elegido decano de la Universidad de Texas. También fue nombrado miembro de la mesa de consejeros de Scientists and Engineers for America, organización que promueve la ciencia dentro del gobierno de los Estados Unidos.

## Artículos principales
- Incremento estimulado por noradrenalina de los niveles cíclicos de AMP en el desarrollo de poblaciones de células neuronales en ratones. Science. 1971 Oct 15; 174(6):292. PMID 4330303.
- La regulación de adenosina mediante el metabolismo cíclico del monofosfato-3',5' en poblaciones de células neuroblastoma. Nature. 1971 Dic 10; 234(5328):356-8. PMID 4332686.
- Modificación fluorescente del monofosfato-3',5': propiedades espectroscópicas y actividad en sistemas enzimáticos. Science. 1972 Jul 21; 177(45):279-80. PMID 4339302.
- El componente regulatorio de la adenilato ciclasa: Purificación y propiedades. J Biol Chem. 1981 Nov 25; 256(22):11517-26. PMID 6271754.
- El componente regulatorio de la adenilato ciclasa: Purificación y propiedades de la proteína eritrocítica de los pavos. J. Biol. Chem. 1981 Dic 25; 256(24):12911-9. PMID 6273414.
- Requisitos para la ADP-ribosilación toxino-dependiente del cólera del componente regulatorio purificado de la adenilato ciclasa. J Biol Chem. 1982 Ene 10;257(1):20-3. PMID 6273425.
- El nucleótido de la guanina como activador del emplazamiento del componente regulatorio de la adenilato ciclasa: Identificación del ligando. J Biol Chem. 1982 Oct 10;257(19):11416-23. PMID 6288684.
- Los componentes regulatorios de la adenilato ciclasa y la transducina: Una familia de proteínas estructuralmente homólogas al enlace nucleótido de la guanina. J Biol Chem. 1983 Jun 10;258(11):7059-63. PMID 6304074.
- Las subunidades del componente regulatorio estimulatorio de la adenilato ciclasa: Resolución, actividad y propiedades de las 35.000 subunidades dalton beta. J Biol Chem. 1983 Sep 25;258(18):11361-8. PMID 6309843.
- Las subunidades del componente regulatorio estimulatorio de la adenilato ciclasa: Resolución de la activación de las 45.000 subunidades dalton alfa. J Biol Chem. 1983 Sep 25;258(18):11369-76. PMID 6309844.
- Homologías entre la señal transducida de las proteínas G y los productos de genes ras. Science. 1984 Nov 16;226(4676):860-2. PMID 6436980.
- Proteínas G y control dual de la adenilato ciclasa. Cell. 1984 Mar;36(3):577-9. PMID 6321035.
- Inhibición del lanzamiento del receptor-mediado de ácido araquidónico por toxinas de la tosferina. Cell. 1984 Dic;39(2 Pt 1):301-8. PMID 6094010.
- Clonación molecular del ADN complementario para las subunidades alfa de la proteína G que estimula adenilato ciclasa. Science. 1985 Sep 20;229(4719):1274-7. PMID 3839937.
- Variantes concatenadas de subunidades alfa de la proteína Gs que activa la adenilila ciclasa y los canales de calcio. Science. 1989 Feb 10;243(4892):804-7. PMID 2536957.
- La secuencia de aminoácidos de la adenilila ciclasa: Posible estructura de canal o transporte. Science. 1989 Jun 30;244(4912):1558-64. PMID 2472670.
- La regulación específica de la adenilila ciclasa por subunidades de proteína G beta gamma. Science. 1991 Dic 6;254(5037):1500-3. PMID 1962211.
- Inhibición de la adenilila ciclasa por Gi alfa. Science. 1993 Jul 9;261(5118):218-21. PMID 8327893.
- Subunidades beta gamma de proteína G recombinante que activan el canal potásico atrial de la puerta muscarínica. Nature. 1994 Mar 17;368(6468):255-7. PMID 8145826.
- Estructuras de conformaciones activas de Gi alfa 1 y el mecanismo de hidrólisis GTP. Science. 1994 Sep 2;265(5177):1405-12. PMID 8073283.
- Construcción de una adenililo-ciclasa soluble activada por el Gs alfa a y la forskolina. Science. 1995 Jun 23;268(5218):1769-72. PMID 7792604.
- Cambios estructurales terciarios y cuaternarios en Gi alfa 1 inducidos por hidrólisis GTP. Science. 1995 Nov 10;270(5238):954-60. PMID 7481799.
- Estructura de la proteína G heterotrímera Gi alfa 1 beta 1 gamma 2. Cell. 1995 Dic 15;83(6):1047-58. PMID 8521505.
- GAIP y RGS4 son proteínas GTPasa-activantes para la subfamilia Gi de subunidades proteínicas G alfa. Cell. 1996 Ago 9;86(3):445-52. PMID 8756726.
- Estructura cristalina del activador de adenililo ciclasa Gsalfa. Science. 1997 Dic 12;278(5345):1943-7. PMID 9395396.
- Estructura cristalina de los dominios catalítico de adenililo ciclasa en un complejo con Gsalfa.GTPgammaS. Science. 1997 Dic 12;278(5345):1907-16. PMID 9417641.